# Bourgondische buit
De Bourgondische buit (Duits: Burgunderbeute) was een kwalitatief hoogstaande kunstverzameling die Karel de Stoute in 1476  aan de Zwitserse Eedgenoten verloor na de Slag bij Grandson. De objecten die werden buitgemaakt tijdens de slag bij Murten en dan uiteindelijke bij de Slag bij Nancy waren veel beperkter in aantal en kwaliteit, maar worden ook tot de 'Bourgondische buit' gerekend. Gedeelten van deze kunstschatten zijn te bezichtigen in verschillende Zwitserse musea.

## Wat voorafging
De Eedgenoten wilden hun invloedssfeer naar het westen uitbreiden en kwamen daar eerst de Habsburgers, en nadien de Bourgondische hertog Karel de Stoute tegen. Ze deden er alles aan om vreemde inmenging tussen Alpen en Rijn zo veel mogelijk af te wenden. Conflicten waren onafwendbaar.

## Na de Slag bij Grandson
De concrete aanleiding tot een gewapend treffen kwam toen Zwitserse milities  op 30 april 1475 Grandson  hadden ingenomen. Dit behoorde echter tot de bezittingen van Karels vazal Lodewijk II van Chalon-Arlay. Door de bezetting van het Waadtland (kanton Vaud) werd Karels rechtstreekse verbindingslijn met Italië - van waaruit hij sinds enige tijd huurlingen ronselde om zijn beroepsleger te ondersteunen - verbroken. In januari 1476 trok Karel naar het Meer van Neuchâtel om met de Zwitsers af te rekenen, zodat hij in één klap het hele Eedgenoten-gebied in zijn Bourgondische rijk kon opnemen.  Nadat  Karels leger onverwacht in paniek geraakte en de vlucht nam, stortten de Eedgenoten zich op een van de rijkste oorlogsbuiten uit de militaire geschiedenis: attributen van Karels hofhouding.
De kroniekschrijver Filips van Komen zegt hierover:
"De Zwitsers namen zijn kamp in beslag, zijn geweren en alle zeer talrijke tenten en paviljoens van de hertog en zijn mannen, alsmede een enorme hoeveelheid andere goederen. De grootste diamant van de hertog, een van de grootste in het Christendom, met een parelmoeren hanger, werd door een Zwitser opgeraapt, teruggelegd in zijn doos en onder een kar geworpen. Toen kwam hij terug om hem te zoeken en bood hem aan een priester aan voor een florijn. Deze stuurde het naar de leiders die hem er drie francs voor gaven. Zij verwierven ook de identieke robijnen die bekend staan als de Drie Broers, een andere robijn die de Hotte werd genoemd, en een andere die de Bal van Vlaanderen werd genoemd, die een van de grootste en mooiste was die ooit zijn gevonden, evenals andere onbetaalbare schatten die hen sindsdien hebben geleerd wat geld waard is".

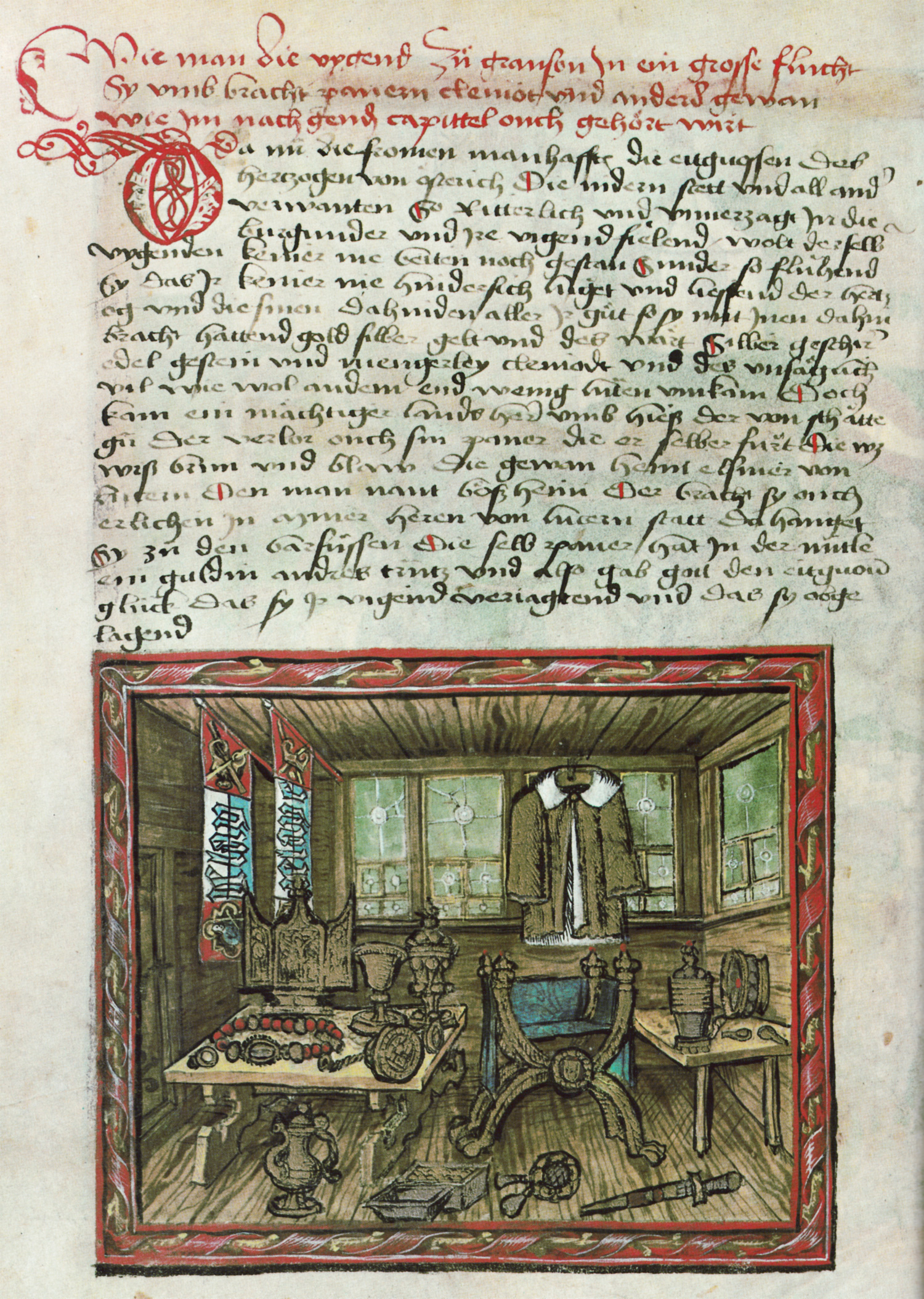
Weergave van de Bourgondische buit in Luzern na de slag bij Grandson in 1476, in de 'Luzerner Bilerchroniek' van Diebold Schilling,1513

Vlaggen en wapens, evenals enkele pronkstukken uit het persoonlijke bezit van de hertog, werden door de overwinnaars beschouwd als gemeenschappelijke buit die verdeeld moest worden. De stukken werden naar Luzern overgebracht en daar in de watertoren bewaard tot de deling. De zware artillerie werd niet naar Luzern gebracht omdat dit te moeilijk was met de slechte toestand van de wegen; ze werden in het naburige Nidau onder de overwinnaars verdeeld.
Een indruk van de buit wordt gegeven door de afbeeldingen  die door de ooggetuige Diebold Schilling de Jonge is ingevoegd in zijn handgeschreven Luzerner Kroniek van 1513:
"In de torenkamer, links, twee vlaggen met Bourgondische emblemen, een met hermelijn gevoerde mantel van goudbrokaat, de vergulde troon, op tafel het grote en een kleiner staatszegel, de rozenkrans van Karel, een draagbaar altaar, verguld tafelgerei, alsmede op de vloer het zwaard van de hertog en een juweel met twee parels."
Alleen het geld dat werd betaald voor de buit die tijdens de verdeling werd verkocht, kon onbetwist worden doorgegeven aan degenen die bij de gevechten betrokken waren. De rest van de buit verdween op allerlei manieren. Handelaren zwierven door het land en boden verzamelde buit te koop aan. Achter de rug van de autoriteiten bloeide een hardnekkige zwarte markt.

## De oorlogsbuit
Een goed overzicht van de thans nog bestaande roofgoederen bood de tentoonstelling die het Bernisches Historisches Museum in 1969 organiseerde. De tentoonstellingscatalogus beschrijft, inventariseert en reproduceert gedeeltelijk alle voorwerpen die voor deze tentoonstelling uit heel Europa bijeengebracht konden worden.
- Karels persoonlijke bezittingen:
  - Befaamde diamanten. er wordt melding gemaakt dat het vermoedelijk zou kunnen gaan om :
    - de gelige Florentiner (een diamant)
    - de lichtgele Sancy (een diamant)
    - de Drie Broers (juweel met daarin drie robijnen)

  - Zijn persoonlijke tent, een erfstuk van Filips de Goede, zijn vader.
  - paradedegen
  - stempelzegel
  - ketting van de Orde van het Gulden Vlies
  - ketting van de Orde van de Kousenband[4]
  - met parels en diamanten bezette hoed
  - zilveren badkuip
  - houten, vergulde troon ;  de troon werd door de Eedgenoten (teleurgesteld dat het geen puur goud was)  aan de Abdij van Einsiedeln geschonken in 1489.[5]
  - wandtapijten, waaronder een gedeelte van het Duizendbloementapijt , evenals het Caesar-tapijt (met Julius gekleed naar de Bourgondische mode; de Romeinse keizer was een groot voorbeeld voor Karel de Stoute.
- Goudstukken, vaatwerk
- Reliekhouders en relieken, zilveren en gouden monstransen, kelken, brokaten misgewaden
- manuscripten
- Luxueuse tenten, fluwelen kledingsstukken
- honderden paarden, vee, voedingswaren, wijn
- lansen, zwaarden,pieken, banieren en vlaggen
- 419 Geschutstukken, 800 Haakbuksen en 300 ton kruidpoeder.[6]
- meegereisde prostitutuees (na de slag bij Murten, die om genade smeekten)

## Beschrijving en huidige locatie van enkele buitgemaakte stukken
- In het kasteel van Grandson staat een reproductie  van Karels (verloren gegane) hoed, naar een afbeelding op een gravure (Bibliothèque National, Paris)
- In het Bernisches Historisches Museum kan het  'Tapisserie aux Mille Fleurs' bewonderd worden: Filips de Goede had het gekocht van de Brusselse wever Jan de Haze in 1466. Het hing in de veldtent van Karel de Stoute in de Slag bij Grandson. Van de serie van acht tapijten is dit het enige overblijvende voorbeeld.[7]

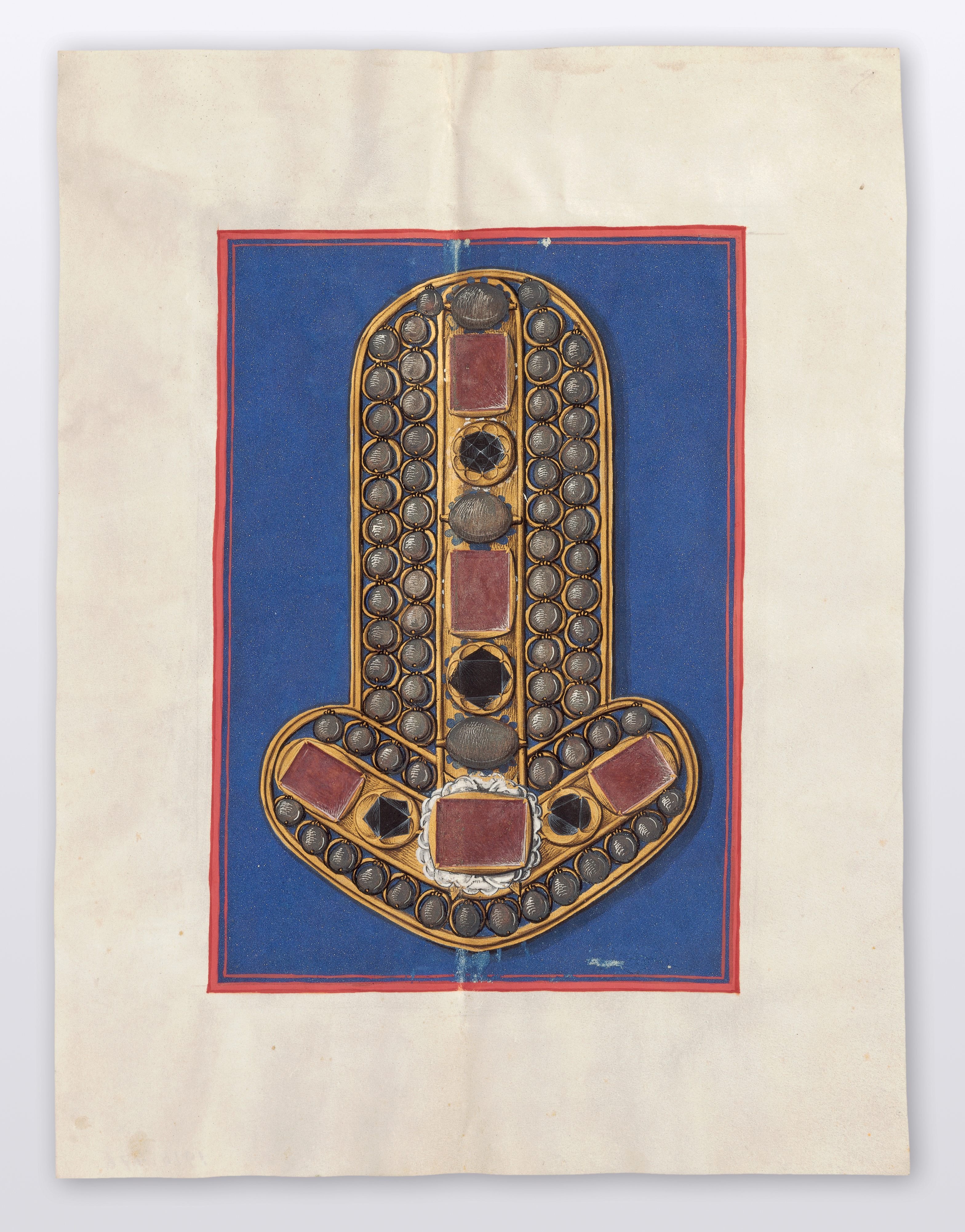
Aquareltekening van het juweel, bijgenaamd de 'veer' werd gedragen op een hoed

- Aquareltekening van het juweel , bijgenaamd de 'veer' werd gedragen op een hoedDe Bazelse kroniekschrijver, Johannes Knebel, meldt dat de troepen van Bazel op 14 maart 1476 van het slagveld bij Grandson twee grote kanonnen met het Bourgondische wapenschild meebrachten. Een ervan werd omstreeks 1790 omgesmolten, terwijl de andere bewaard is gebleven, en zich nu in Historisch Museum in Bazel bevindt  De loop is uit één stuk gegoten en is de oudste gedateerde geweerloop met tappen. Op het eerste gedeelte bij de monding, vermeldt de wapensmid zijn naam in gotisch schrift met kleine letters in reliëf: "iehan de malines ma fayt Ian MCCCCLXXIIII" (jean de Malines maakte mij in het jaar 1474). Op het tweede loopgedeelte staat het wapenschild van Karel de Stoute, de vroegere eigenaar, en aan weerszijden van het wapenschild het insigne van het Gulden Vlies. De uitvinding van de tappen, die het richten vergemakkelijkten en de nauwkeurigheid verbeterden, moet waarschijnlijk worden toegeschreven aan de wapenstichter Jean de Malines, die sinds 1466 in dienst was van de Bourgondische hertogen.[8]
- De tekening documenteert een Bourgondisch sieraad, "veer" genoemd en bedoeld om op een hoed te dragen, vervaardigd omstreeks 1460/65. Op het sieraad, dat de vorm heeft van een pijlpunt, zijn vijf bleke robijnen, vier diamanten en drie grote en 70 kleine kralen aangebracht. Samen met andere kostbare voorwerpen uit de bezittingen van Karel de Stoute  maakte het deel uit van de oorlogsbuit. Het ging niet naar Luzern (zoals de rest van de buit) maar werd illegaal verborgen en rechtstreeks naar Bazel gebracht, waar het bijna 30 jaar verborgen bleef. Volgens de verkoopakte uit 1504 verkocht de stad de 'Federlin', de 'Gürtelin', de 'Drei Brüder' en de 'Rose' aan Jakob Fugger in Augsburg om Bazelse schulden van ongeveer 40.200 gulden af te lossen. Het verdere lot van de juwelen is niet bekend. Enkel de aquareltekeningen zijn bewaard gebleven.[9]
- Tot de "Bourgondische buit" behoorden enkele van de meest geavanceerde artilleriestukken van die tijd. Daaronder is deze kleine bronzen geweerloop. Hij draagt het wapenschild van Jean de Rosières, meester-wapensmid van Karel de Stoute van Bourgondië.  In de 16de eeuw werd de loop ingekort, voorzien van ijzeren tappen en gemonteerd op een kanonneerwagen van de marine, ondanks het feit dat hij deel uitmaakte van het erfgoed van de Bourgondische buit. Het was in die tijd immers gebruikelijk om oude wapens aan te passen en soms zelfs te vernieuwen om ze aan te passen aan de laatste technologische ontwikkelingen. Dit kanon bleef dus in gebruik - waarschijnlijk in het begin als onderdeel van de stadsverdediging. Een inventaris uit 1709 van de wapenkamer van Bazel vermeldt het als "een klein metalen stuk op een kanonwagen van de marine". Later werd het buiten gebruik gestelde kanon gebruikt als alarmsignaal op de toren van de St. Martinuskerk in Riehen. Daar stond het, naast een ander klein kanon (inv. 1905.4974) tot 1888, toen de gemeente Riehen het aan de Middeleeuwse Collectie van de stad schonk.

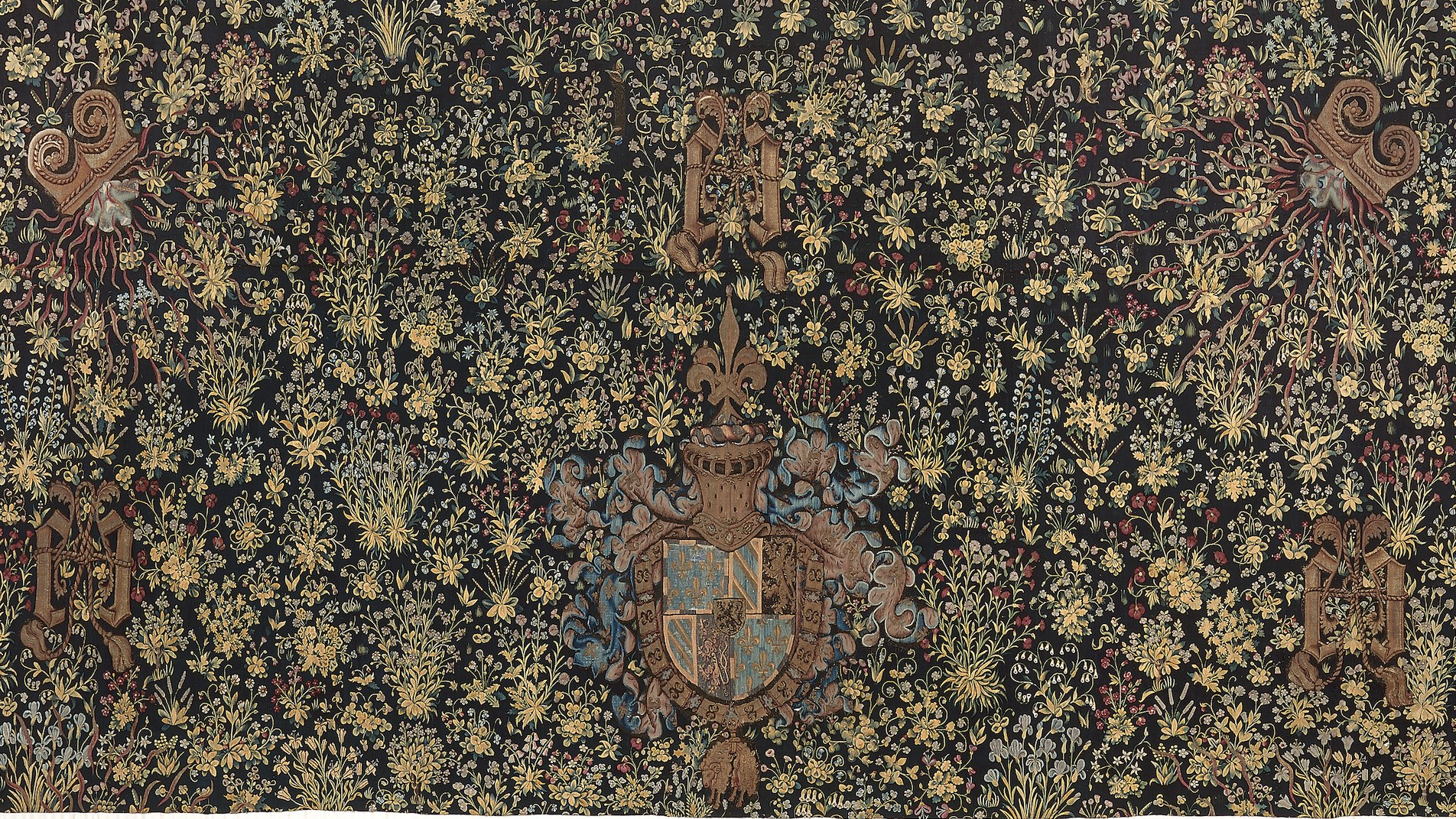
Het 'Duizend Bloemen' tapijt dat gedrapeerd was in de veldtent van Karel de Stoute tijdens de Slag bij Grandson. In het midden is het hertogelijk wapenschild aangebracht (Bernisches Historisches Museum)

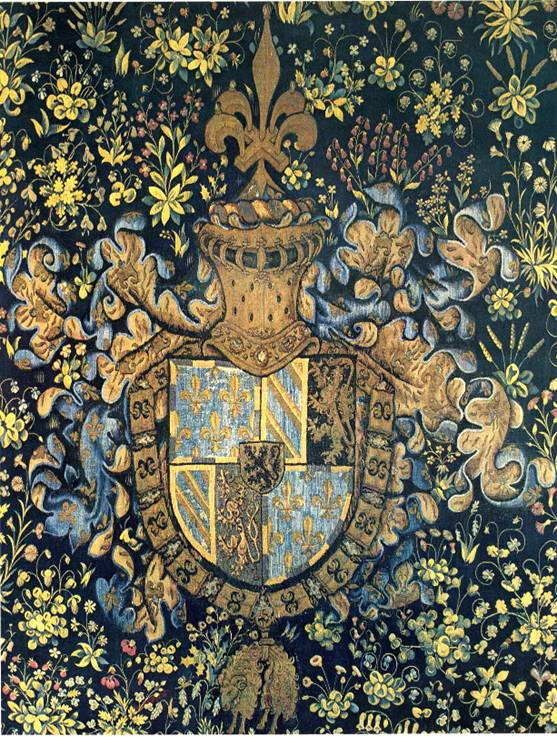
Detail van het Wapenschild in het midden van het Mille-Fleurs-tapijt (© Hubert de Vries)

- Het 'Duizend Bloemen' tapijt dat gedrapeerd was in de veldtent van Karel de Stoute tijdens de Slag bij Grandson. In het midden is het hertogelijk wapenschild aangebracht (Bernisches Historisches Museum) Detail van het Wapenschild in het midden van het Mille-Fleurs-tapijt (© Hubert de Vries)  De buitgemaakte vaandels en vlaggen werden beschouwd als trofeeën, en moesten bijgevolg niet afgegevens worden om verdeeld te worden. Diegene die ze 'veroverd' hadden mochten ze bijgevolg houden. Ze werden in de kerken opgehangen als teken van dapperheid en dank voor de goddelijke hulp die men had mogen ervaren. We vinden deze objecten terug in musea in Bern, Zürich, St. Gallen en Solothurn.
- Het wandtapijt Tapisserie aux Mille Fleurs kan in het Bernisches Historisches Museum bewonderd worden. Het behoorde tot de binnenzijde van Karels veldtent en is goed gedocumenteerd: Filips de Goede had de opdracht voor een serie van acht tapijten gegeven in 1466 aan de Brusselse wever Jan de Haze in 1466.[7] Ze werden vervaardigd met wol, zijde, goud- en zilverdraad. Het hing vermoedelijk in de veldtent van Karel de Stoute achter zijn troon. Van de serie van acht tapijten is dit het enige overblijvende voorbeeld. Het is bovendien slechts een (groot) fragment: het onderste derde werd vermoedelijk reeds op het slagveld verwijderd bij de deling van de buit. Het hertogelijke wapenschil in het 'midden' van het (volledige) tapijt, bestaat uit velden met zwarte Vlaamse leeuwen, afgewisseld met Franse lelies, het lazuur-gouden links-geschuinbalkte wapenschild van Bourgondië en de gouden-sabel leeuw van Brabant. Dit alles wordt omzoomd met een ketting van de Orde van het Gulden Vlies.[2]
- Pas in 1492 viel er een beslissing over de paradedegen: de Eedgenoten van Zürich betaalden er een som geld voor. Sindsdien is er geen enkel spoor van de degen. Vermoedelijk werden de ingelegde edelstenen apart verkocht en het metaal omgesmolten.
- Een met edelstenen ingelegde reliekhouder, waar een stukje van het kruis van Jezus werd aanbeden. Verder worden nog diverse relieken vernoemd : stukken van Jezus' doornenkroon, van de lans van Longinus, van de zweep, een stukje rots van Jezus' graf, een stukje van de kleding die Jezus aanhad tijdens het verhoor van Herodes, een stukje tafellaken, een stukje van de stenen tafelen van Mozes, een stukje uit Arons staf, en een Andreasrelikwie, die in de Bourgondische gebieden veel vereerd werd. Van dit alles is geen spoor meer terug te vinden.

## Waarom werd dit alles meegenomen naar een veldslag?
Naast de pronkzucht van de Bourgondische hertogen kunnen bijkomende nog andere argumenten aangehaald worden :
- Handelaren reisden in het kielzog van het leger om onmiddellijk handel te drijven in de nieuw veroverde gebieden ; al deze pronkstukken zouden indruk maken tijdens nieuwe handelsbetrekkingen.
- Ook werd er verkoop en ruilhandel gedaan om de lopende kosten van de militaire campagne te bekostigen.
- De Relieken reisden mee opdat de legereenheden zich gesterkt zouden voelen door een goddelijke kracht aan hun zijde. Dat is ook de reden dat er zovele heiligen afgebeeld werden op de vaandels : De Heiligen 'stapten mee' met de soldaten in de veldslag.